# Gabos
Gabos (horvátul: Gaboš, szerbül: Габош) falu Horvátországban, Vukovár-Szerém megyében. Közigazgatásilag Márkusfalvához tartozik.

## Fekvése
Vukovártól légvonalban 20, közúton 24 km-re nyugatra, községközpontjától 3 km-re délkeletre, a Nyugat-Szerémségben, az Eszék–Vinkovci vasútvonal mentén, a Vuka (Valkó) jobb partján fekszik. Vasútállomása van.

## Története
Gabos területe már ősidők óta lakott. A falutól északra a Mišljenovci településrészen található egy elliptikus mesterséges halom, mely mintegy 30 méter átmérőjű és körülbelül 1,5 méter magas. Az 1951-es régészeti terepbejárás során (Vinski és Vinski-Gasparini 1962) korai vaskori sírhalomként határozták meg. A 2003-as felmérés megmutatta, hogy a lelőhely nem sérült, de felszíni leleteket sem találtak.
A középkori Gabost 1437-ben említik, amikor a magvaszakadt Alsáni János itteni birtokát a Tallócziak kapták. Ekkor felsorolják Milyenfalva, Szabadság, Czvekfalva, Györgyfalva, Szerovcz, Ellyésfalva, Gedefalva helységeket, valamint Vecseifalva puszta és Szent-Mihály helység részeit, mint hozzá tartozó birtokokat. Neve a magyar Gábor személynév régi, Gabos változatából származik. A település 1536 körül került török kézre és 150 évi török uralom után 1687-ben szabadult fel. Az elhagyott településre 1697-től Boszniából szerb családok vándoroltak be. A 18. század első felében már 37 ház állt a településen. 1756-ban 25 szerb háza és Mária mennybevétele tiszteletére szentelt pravoszláv fatemploma volt. A szomszédos Ostrovo parókiájához tartozott. Már 1759-ben Mihail Jovanović pópa idejében megkezdték új klasszicista templomának építését, melyet 1766. június 30-án szentelt fel Pavle Nenadović metropolita a Kisboldogasszony tiszteletére.
Az első katonai felmérés térképén „Gaboss” néven található. Lipszky János 1808-ban Budán kiadott repertóriumában „Gaboss” néven szerepel. Nagy Lajos 1829-ben kiadott művében „Gaboss” néven 90 házzal, 89 katolikus és 536 pravoszláv vallású lakossal találjuk.
A településnek 1857-ben 603, 1910-ben 718 lakosa volt. Szerém vármegye Vukovári járásához tartozott. Az 1910-es népszámlálás adatai szerint lakosságának 67%-a szerb, 15%-a horvát, 10%-a magyar, 6%-a német anyanyelvű volt. A település az első világháború után az új szerb-horvát-szlovén állam, majd később (1929-ben) Jugoszlávia része lett. A második világháború végén a német lakosság nagy része elmenekült a partizánok elől. 1991-ben lakosságának 88%-a szerb, 7%-a horvát nemzetiségű volt. 1991-től a független Horvátország része. A településnek 2011-ben 516 lakosa volt.

## Népessége
| Lakosság változása | Lakosság változása | Lakosság változása | Lakosság változása | Lakosság változása | Lakosság változása | Lakosság változása | Lakosság változása | Lakosság változása | Lakosság változása | Lakosság változása | Lakosság változása | Lakosság változása | Lakosság változása | Lakosság változása | Lakosság változása |
| ------------------ | ------------------ | ------------------ | ------------------ | ------------------ | ------------------ | ------------------ | ------------------ | ------------------ | ------------------ | ------------------ | ------------------ | ------------------ | ------------------ | ------------------ | ------------------ |
| 1857               | 1869               | 1880               | 1890               | 1900               | 1910               | 1914               | 1931               | 1948               | 1953               | 1961               | 1971               | 1981               | 1991               | 2001               | 2011               |
| 603                | 702                | 588                | 713                | 747                | 718                | 663                | 817                | 718                | 753                | 843                | 826                | 781                | 746                | 613                | 516                |

## Gazdaság
A településen hagyományosan a mezőgazdaság és az állattartás képezi a megélhetés alapját. 

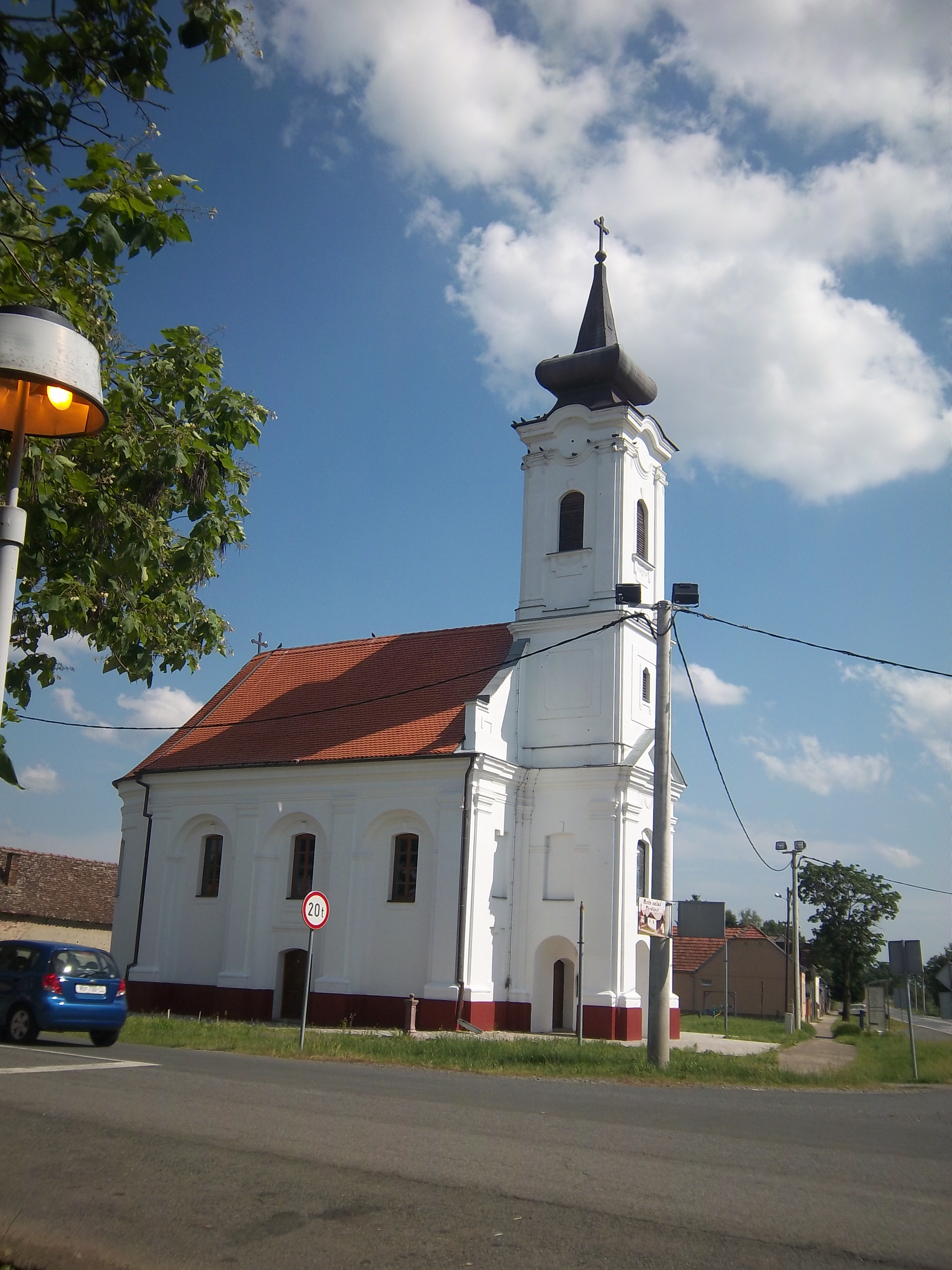
A Kisboldogasszony tiszteletére szentelt pravoszláv temploma

## Nevezetességei
- A Kisboldogasszony tiszteletére szentelt pravoszláv temploma 1759 és 1766 között épült. Felszentelése 1766. június 30-án volt. A 19. század elején megújították. 59 ikonból álló ikonosztázát 1844-ben állították, ismeretlen mester alkotása. 1991-ben a horvátországi háborúban súlyosan megsérült. A háború után felújították.

- Gaboštól 3,2 km-re északkeletre található Buđak erőd régészeti lelőhelye, ahol tulajdonképpen a Valkó (Vuka) nagy kanyarulatában állt vizivár típusú erődítmény maradványai találhatók. A középső rész kerülete 70 x 70 m, melyet 15-20 m széles, 2 m mély árok övez. Az árok külső szélén mintegy 1,5 m relatív magasságú töltést építettek, melynek szélessége mintegy 5 m. A helyet az 1806-1869 között készített második katonai felmérés térképén ábrázolják.[8]

## Kultúra
SKD Prosvjeta-Gaboš szerb kulturális egyesület

## Oktatás
A településen a márkusfalvi általános iskola területi iskolája működik.

## Sport
NK Čelik Gaboš labdarúgóklub. 1928-ban alapították, a megyei 3. ligában szerepel.

## Egyesületek
LD „Jelen” Gaboš vadásztársaság.